# Cylindrarcturus longitelson
Cylindrarcturus longitelson is een pissebed uit de familie Antarcturidae. De wetenschappelijke naam van de soort is voor het eerst geldig gepubliceerd in 2002 door Brandt.